# Controverse des deux Cambridge
La controverse des deux Cambridge est un débat économique sur la nature, le rôle et la quantification des biens d'équipement, c'est-à-dire des moyens de production. Ayant eu lieu dans les années 1960, elle doit son nom aux villes où enseignaient les protagonistes du débat : Cambridge en Angleterre (université de Cambridge) et Cambridge aux États-Unis (Massachusetts Institute of Technology). 

## Histoire
La controverse des deux Cambridge a été principalement alimentée par les économistes Joan Robinson et Piero Sraffa de l'université de Cambridge en Angleterre, et les économistes Paul Samuelson et Robert Solow, du Massachusetts Institute of Technology, aux États-Unis. Tandis que les premiers sont post-keynésiens, les seconds sont issus de la synthèse néoclassique.
Le débat est surtout mathématique et théorique, dont certains éléments peuvent être expliqués en termes simples. Il tourne essentiellement autour de la question de l’agrégation dans l’école néoclassique. Les implications de ce débat ne font pas l'unanimité parmi les économistes.

## Agrégation des biens d'équipement
Un des postulats de l'école néoclassique et aujourd’hui admis dans les premiers modèles des manuels d’économie - les plus simples- veut que le revenu produit par chacun des facteurs de production (surtout le travail et le capital) soit égal à son produit marginal. Le salaire est donc considéré comme une dérivée de la production marginale du travail; le taux de profit (ou taux d'intérêt) est égal au produit marginal du capital investi. Un deuxième postulat veut qu'une baisse dans le prix d'un facteur de production entraîne une augmentation de l'utilisation de ce facteur de production. Selon la loi des rendements décroissants, cette hausse réduit le produit marginal.
Piero Sraffa marque le début de la controverse des deux Cambridge en faisant remarquer que le modèle de répartition des revenus appliqué au capital pose un problème de mesure. En effet, le revenu est obtenu en multipliant le montant de capital et le taux de profit, mais cette façon d'obtenir le montant agrégé de capital suppose l'agrégation d'objets incompatibles entre eux (p. ex. des camions et des lasers). Or, comme le dit si bien l'adage : on ne peut pas comparer des pommes à des oranges. Il n'est donc pas possible d'additionner des objets hétérogènes ou de simples unités de capital.
Les économistes néoclassiques n'y voyaient aucun problème. Selon eux, il suffisait d'additionner la valeur monétaire de tous ces biens d'équipement afin d'obtenir le montant agrégé du capital. Cependant, Sraffa (et Joan Robinson avant lui) a souligné que cette façon de mesurer le montant agrégé du capital dépend autant et même plus du taux de profit que du montant du capital investi, c'est-à-dire le taux d'intérêt. Cette observation exposait du coup un cercle vicieux dans l'argumentation néoclassique.
La façon traditionnelle d'agréger les biens d'équipement est de multiplier le nombre d'unités (p. ex. des machines) par leur prix et d'additionner les sommes obtenues. La variation entre le ratio de travail et la valeur totale des biens d'équipement utilisés dans les différents secteurs met en lumière un problème dans cette méthode. Dans différents modèles de répartition des revenus, les prix devraient varier, en présumant que le taux de profit est égal dans tous les secteurs d’un marché compétitif. Prenons l'exemple où, contrairement au postulat de l'école néoclassique, le taux de profit serait plus élevé et les salaires plus bas que le produit marginal. Le prix des biens d'équipement des secteurs intensifs en main d'œuvre (où le profit augmente) devrait croître plus que celui des secteurs intensifs en capital fixe afin que le taux de profit reste le même dans les différents secteurs. Par contre, l'intensité du capital évolue de manière divergente au sein des secteurs de production des biens d'équipement, ce qui ajoute à la complexité du problème. On ne peut donc pas s'attendre à ce que le prix des biens d'équipement ou des ensembles aléatoires de biens restent constants lorsque le taux de profit varie.
En somme, le capital fixe est hétérogène et ne peut pas être agrégé comme le capital financier. Ce dernier est mesuré en unités monétaires et peut donc facilement être additionné.
Sraffa suggère une façon de faire provenant de l'école marxiste, et permettant de calculer le montant du capital. La méthode consiste à considérer toutes les machines comme des biens datés. Prenons l'exemple d'une machine produite en 2000. Il est possible de prendre en compte la quantité de travail et de matières premières utilisées pour produire cette machine en 1999 (multipliée par le taux de profit). Les biens produits en 1999 peuvent être réduits à la quantité de travail et de matières premières qu'il a fallu pour les produire en 1998 (multipliée par le taux de profit) et ainsi de suite. Cette itération permet de réduire les facteurs qui ne sont pas liés au travail à une valeur négligeable (mais pas nulle). On peut alors additionner la valeur de deux biens datés autrement incomparables (p. ex. la valeur datée d'un camion et la valeur datée d'un laser).
Cependant, Sraffa souligne que cette méthode précise de mesure n'élimine pas la question du taux de profit. La valeur du capital fixe dépend du taux de profit. Ce rapport inverse la causalité présumée par l'école néoclassique entre le taux de profit et le montant de capital. Selon la théorie néoclassique de la production, une augmentation du montant de capital utilisé devrait entraîner une diminution du taux de profit (loi des rendements décroissants). Sraffa, au contraire, a démontré qu'un changement du taux de profit provoque un changement non linéaire de la valeur des investissements. En fait, une augmentation du taux de profit pourrait laisser croire que la valeur du camion s’est accrue davantage que celle du laser, mais que la valeur du laser est plus grande que celle du camion lorsque les taux de profit sont encore plus élevés (voir la section traitant du retour des techniques). Cette analyse présuppose qu’une utilisation plus intensive d’un facteur de production, comprenant des facteurs autres que le capital, entraînerait une hausse du prix de ce facteur.
Selon les tenants de l'approche « anglo-cambridgienne », cette analyse remet sérieusement en cause la vision néoclassique du prix comme indicateur de rareté et le principe de substitution qui découle de la théorie de l'offre et de la demande, en particulier en ce qui concerne le fonctionnement du marché des biens d'équipement.

## Agrégation de la fonction de production
Dans la théorie de l’école néoclassique, on estime souvent la fonction de production. Par exemple, dans la formule qui suit :
q = A f(K, L),
q représente la production, A est un facteur technologique, K est la valeur totale des biens d’équipement et L représente l’intrant de travail. La valeur des intrants homogènes est considérée comme capital financier, de telle sorte que la valeur de chaque bien d’équipement soit homogène dans le processus de production. Les différents types d’intrants en matière de travail sont réduits à une valeur unique, c’est-à-dire à celle du travail non qualifié. Les deux intrants ont un effet positif sur la production, générant un rendement marginal décroissant. Dans les modèles plus compliqués de l’équilibre général, on suppose que le travail et le capital sont hétérogènes et mesurés en unités physiques. Cependant, dans la plupart des modèles de l’école néoclassique (p. ex. le modèle de Solow), on suppose que la fonction de production s'applique à toute l’économie. Par conséquent, la théorie néoclassique de la répartition des revenus esquissée ci-dessus devrait s'appliquer. En supposant une concurrence parfaite, le taux de rendement (r) des biens d’équipement devrait égaler le produit marginal de ces biens, alors que les taux de salaires (w) devraient égaler le produit marginal du travail. L’équilibre entre le taux de rendement des biens d’équipement et du produit marginal de ces biens est vraie dans un modèle économique simplifié comportant un seul bien d’équipement (sans le travail) qui peut être utilisé autant comme bien d’équipement que bien de consommation. Par contre, si K représente la valeur du bien d'équipement, homogène ou non, et qu’il est différent du bien de consommation, cette situation est problématique.
Le problème peut se résumer ainsi : l’augmentation de r correspond à une baisse de w (si la quantité de capitaux et l’évolution des technologies restent constantes). Cette situation influence la répartition des revenus et entraîne un changement des prix des différents biens d'équipement ainsi que de la valeur de K. Le taux de rendement sur le capital (p. ex. r) n'est pas indépendant de la valeur de K, contrairement au modèle néoclassique de la croissance et de la répartition. En fait, K a une influence sur r et l’inverse est aussi vrai. On associe parfois ce problème aux conclusions du théorème de Sonnenschein (voir les exemples de Mas-Colell dans l’article intitulé « Capital Theory Paradoxes : anything goes », 1989) dans la théorie de l’équilibre général, qui démontre que le modèle de l’agent représentatif ne peut pas être théoriquement justifiable, sauf dans certains cas précis (référez-vous à l’article de Kirman pour obtenir une explication des résultats de Sonnenschein-Mantel-Debreu sur le problème d’agrégation). Bref, le problème d'agrégation ne porte pas uniquement sur K mais aussi sur L.
Certaines critiques techniques de la théorie de la productivité marginale ont des implications idéologiques plus larges. Les tenants du marxisme économique soutiennent que même si les moyens de production ont généré un rendement fondé sur leur productivité marginale, cela ne veut pas dire pour autant que leurs propriétaires (les capitalistes) sont responsables de ce produit marginal et qu’ils devraient en bénéficier. Le taux de profit n’est pas un prix et on ne sait pas avec certitude s’il est déterminé par le marché. En fait, il ne reflète que partiellement la rareté du capital technique par rapport à la demande. Les différents types de moyens de production n’ont qu’une valeur financière, alors que le taux de profit est plutôt un pouvoir économique et social permettant à la minorité de propriétaires qui possède ces moyens de production d’exploiter une majorité de travailleurs et d’en tirer profit. Dans le modèle néoclassique, l’équilibre du taux de profit est déterminé par la technologie, le contrôle de ressources naturelles et les préférences (comprenant les préférences des investisseurs et des épargnants en fonction du temps), que le capital soit homogène ou non. Les considérations idéologiques de ce type ont grandement alimenté le débat rhétorique entourant la controverse des deux Cambridge.

## Retour des techniques
Le « retour des techniques » (reswitching en anglais) décrit une situation dans laquelle une méthode de production permet de réduire les coûts lorsque le taux de profit est bas ou élevé alors qu'une autre méthode permet de réduire les coûts lorsque le taux de profit est médian. Le « retour des techniques » entraîne une inversion du capital, c’est-à-dire une association entre les taux d’intêret élevés (ou taux de profit) et des techniques nécessitant des dépenses en immobilisations. Cette situation implique donc le rejet d'une relation où il n’y a pas d’augmentation marquée entre l’intensité capitalistique et le taux de profit ou le taux d'intérêt. Par exemple, une entreprise cherchant à maximiser son profit peut adopter la technique A, passer à la technique B si le taux d'intérêt baisse et ensuite revenir à la technique A lorsque le taux d’intérêt est encore plus bas. Par contre, cet effet s'applique surtout aux processus de production macroéconomique ainsi que microéconomique et s’éloigne du problème d’agrégation qui est au cœur de la controverse des deux Cambridge.
Paul Samuelson, le célèbre économiste de l’école néoclassique, résume le débat sur le retour des techniques dans un article rédigé en 1966 :

« Lorsque le taux d'intérêt est très bas, le fait de revenir à une technique qui semblait viable qu’à un taux d’intérêt très élevé présente des difficultés qui dépassent l’ésotérisme. Ce scénario démontre que l’explication de Stanley Jevons, Eugen von Böhm-Bawerk, Knut Wicksell et d’autres auteurs néoclassiques voulant que la technologie doit s’adapter, être davantage mécanisée et productive devant la chute des taux d’intérêt (une conséquence des achats de consommation qui sont remis à plus tard), ne peut pas être universellement valide. »

Samuelson donne un exemple mettant en jeu le concept sraffien du bien daté (plutôt que des machines jouant un rôle indépendant) et le concept issu de l’école autrichienne d'économie de « détour de production », qui mesure l’intensité du capital. Au lieu d'estimer la fonction de production néoclassique, Samuelson adopte la tradition sraffienne en prenant différentes méthodes théoriques menant à la production d'un bien. Ces méthodes théoriques supposent différentes méthodes de productions. Samuelson montre que la maximisation du profit (ou minimisation des coûts), indique la meilleure façon de produire un bien, en considérant un salaire ou un taux d’intérêt précis. En fait, la thèse initiale de Samuelson voulant que le capital hétérogène puisse être considéré comme un bien d’équipement unique et homogène à tous les biens de consommation par l’intermédiaire d’une fonction de production substitutive, s’est avérée fautive.
Dans son exemple, Samuelson propose deux techniques (A et B), qui considèrent la quantité de travail en fonction des différents temps (–1, –2 et –3) afin de produire une unité d’un bien au temps 0.
| temps | intrant ou produit | technique A | technique B |
| ----- | ------------------ | ----------- | ----------- |
| –3    | intrant travail    | 0           | 2           |
| –2    | intrant travail    | 7           | 0           |
| –1    | intrant travail    | 0           | 6           |
| 0     | produit            | 1           | 1           |

À partir de cet exemple (et d'autres discussions), Samuelson a démontré qu'il est impossible de déterminer le « détour de production » relatif à deux techniques substituables, contrairement aux assertions de l'école autrichienne. Il montre qu'avec un taux d'intérêt au-dessus de 100 %, la technique A sera utilisée par un entrepreneur cherchant la maximisation de son profit. Entre 50 % et 100 %, la technique B sera choisie, alors qu'en dessous de 50 %, la technique A redevient la plus optimale. Le taux affiché dans cet exemple sont extrêmes, mais le phénomène de retour des techniques reste le même dans des exemples où les variations sont plus faibles.
Le tableau ci-dessous montre une comparaison, en fonction de trois taux d'intérêt, du coût total du travail des deux techniques. Le bénéfice des deux techniques étant identique, on peut comparer les coûts salariaux. Les coûts au temps 0 sont calculés à l’aide de la méthode économique traditionnelle, en considérant que chaque unité de travail coûte w $ à l'embauche :
{\displaystyle {\text{coût}}=(1+i)w\times L_{-1}+(1+i)^{2}w\times L_{-2}+(1+i)^{3}w\times L_{-3}}
{\displaystyle L_{-n}} est le total de l'intrant en matière de travail au temps {\displaystyle n} précédant le temps 0.
| taux d'intérêt | technique A | technique B |
| 150 %          | 43,75 $     | 46,25 $     |
| 75 %           | 21,44 $     | 21,22 $     |
| 0 %            | 7 $         | 8 $         |

Les résultats en gras indiquent la technique la plus optimale pour chaque taux d'intérêt, en utilisant le retour des techniques. Il n'y a pas de relation simple entre le taux d'intérêt et l'intensité du capital ou « détour de production », autant dans les cas d'agrégation macroéconomique que microéconomique.

## Le point de vue de l’école sraffienne
Voici le point de vue de certaines critiques de l’école srafienne :

« Le retour des techniques appliqué au capital dénude de sens le concept néoclassique de la substitution des facteurs de production ainsi que la rareté du capital ou du travail. Cette technique met en péril la théorie néoclassique du capital et la notion de variation de la demande pour les facteurs de production, autant sur le plan économique qu’industriel. Elle met aussi en péril les théories néoclassiques de la production et de la détermination du travail ainsi que les théories monétaires de Wicksell, puisqu’elles n’offrent aucune stabilité. Par conséquent, ce constat est catastrophique pour l'analyse de l'école néoclassique. On tient habituellement pour acquis que seule la théorie néoclassique de l’agrégation et ses modèles (et par conséquent, la théorie macroéconomique fondée sur l’agrégation des fonctions de production) sont influencés par le retour des techniques. Par contre, on a signalé qu’en utilisant les modèles généraux d’équilibre de la théorie néoclassique dans un contexte d’équilibre à long terme, la stabilité ne peut être obtenue qu’en écartant le retour des techniques (Schefold, 1997). Tous les modèles néoclassiques de production seraient influencés, pour ainsi dire, par le retour des techniques (Lavoie, 2000). »

« Ces découvertes anéantissent la validité générale de plusieurs théories, notamment celle du commerce international de Heckscher-Ohlin-Samuelson (tel que l'ont démontré les auteurs Sergio Parrinello, Stanley Metcalfe, Ian Steedman et Lynn Mainwaring), du concept de neutralité du progrès technique de Hicks (tel que l'a démontré Steedman) et de l’incidence fiscale (tel que l'ont démontré Gehrke et Lager). (Gehrke et Lager, 2000) »

## Le point de vue de l’école néoclassique
Voici les commentaires de l’économiste néoclassique Christopher Bliss :

« […] pour certains, ce qui est au cœur même de la théorie du capital n’a pas généré beaucoup d’intérêt dans le dernier quart de siècle. Jusqu’à ce jour, un petit groupe de fervents défenseurs de cette théorie, dont au moins un de mes collaborateurs, a continué à défendre l’orthodoxie de la théorie du capital. À mon sens, les idées des théoriciens anglo-italiens s’éloignent des préceptes de cette théorie. Il n’y a pas de nom qui soit idéal, mais celui que j’ai choisi dénote au moins toute l’influence de Piero Sraffa et de Joan Robinson. Mais même dans ce cas, on dira que des effluves nauséabonds flottent dans l’air. Si quelqu’un pose la question : Depuis les vingt dernières années, quelles sont les nouvelles idées proposées par l’école anglo-italienne? La question s’avère plutôt embarrassante, ce qui s’explique en partie par le fait qu’aucune idée nouvelle n’est sortie d'un débat qui se fait vieux. D’autres théoriciens ont depuis décidé d’explorer des avenues différentes. L’intérêt pour les modèles généraux d’équilibre (à grande échelle) a fait place à des modèles plus simples (principalement des modèles appliqués à un bien). Les modèles comme celui de l’optimisation dynamique de Ramsey ont grandement influencé l’approche fondée sur le coefficient de capital fixe.
Stiglitz a inclus plusieurs consommateurs dans le modèle de croissance néoclassique, sans grand succès. Désormais, l’agent représentatif est le moteur du modèle. À l'opposé de l’approche du progrès technique exogène de Harrod et de la plupart des modèles de croissance provenant des écoles de pensée des années 60 ou des écoles subséquentes, d’autres modèles rendent le progrès technique endogène de plusieurs façons… Est-ce que les vieilles questions concernant le capital peuvent être abandonnées ou remaniées dans le but de prendre en compte les modèles contemporains? Si la chose était possible, il faut espérer que la contribution de cette approche serait plus constructive que l’approche de la destruction assurée ayant eu cours dans les débats des années 60. De toute évidence, les modèles soutenant la richesse favorisent les possibilités. Ces modèles ne fonctionnent habituellement pas ainsi, mais l’optimisation propose des solutions. Cependant, nous savons que différents modèles d’agents peuvent proposer plusieurs équilibres lorsque les agents sont optimisés. Il y a plusieurs avenues prometteuses en ce sens. Les contributions passées devraient être laissées de côté lorsqu’elles se servent du capital dans le but d'attaquer la théorie marginale. Toutes les formes d’optimisation font appel à des conditions marginales. En fait, ces conditions font partie d’une solution globale. Ni ces conditions ni les montants qu'elles sous-tendent n’ont la priorité sur cette solution. Les économistes et les intellectuels sont influencés négativement par un problème qui, il faut dire, n'est pas aisé à circonscrire (Bliss, 2005). »

Une partie du problème décrit précédemment est le haut niveau d’abstraction et d’idéalisation entrant en ligne de compte dans l’élaboration d’un modèle économique sur des sujets comme le capital et la croissance économique. Les modèles néoclassiques originaux sur l’agrégation de la croissance présentés par Robert Solow et Trevor Swan étaient de véritables bêtes mathématiques qui engendraient des résultats simples et permettaient de faire des prédictions simples sur le vrai monde empirique. Les successeurs de Robinson et Sraffa ont plus tard démontré que les modèles mathématiques plus complexes et plus élaborés supposent que les présomptions irréalistes du modèle de Solow-Swan devaient être vraies (mais Solow et Swan l’ignoraient).
Un des exemples n’a pas retenu l'attention pendant le débat (l’argument était partagé par les deux parties) : le modèle de Solow-Swan part du principe que l'équilibre est continuellement maintenu à l'aide de l'optimisation de toutes les ressources. Les détracteurs du modèle de Solow-Swan utilisaient les mêmes types de présomptions irréalistes, rendant la critique du modèle pratiquement inévitable. Cela dit, le modèle sraffien était diamétralement opposé à la réalité empirique. Il était beaucoup plus facile, comme dans bon nombre de débats, de démolir la théorie néoclassique que de proposer une solution à grande échelle nous aidant à comprendre le monde.
En somme, la controverse des deux Cambridge a fait progresser le débat. Nous savons maintenant, de façon éclairée et consciente, que le recours aux présomptions irréalistes et invérifiables est nécessaire. Mais ce constat a placé l’école sraffienne dans une situation où les présomptions irréalistes ont empêché la plupart des applications empiriques et ont mis un frein au développement de la théorie. (tiré de l’article intitulé « What new idea has come out of Anglo-Italian thinking in the past 20 years? »)
La plupart des économistes néoclassiques ayant un esprit pratique ont réagi à ce problème en défendant le modèle simple hérité de Solow et de Swan. D'ailleurs, ce modèle de croissance occupe encore une place de premier ordre dans les manuels traitants de la théorie de la croissance et de la macroéconomie néoclassique, même si Sraffa, Robinson et d’autres après eux ont affaibli ses bases. Cette approche a tout de même permis d’instaurer la « nouvelle théorie de la croissance ». D’autres théoriciens néoclassiques comme Bliss ont accepté les critiques de l'école anglo-italienne sur l'aspect mathématique et ont poursuivi d’autres travaux en utilisant la vision politico-économique plus générale de l’économie néoclassique.
Les néoclassiques développent également des modèles d'équilibre général où le marginalisme est valable, qui ne comportent pas de capital agrégé : on peut notamment citer, pour la théorie de la distribution, la célèbre "fonction de production subrogée" (1962) de Samuelson, et pour la théorie de la croissance, les travaux sur les générations de capital (vintage capital) et les modèles de putty-clay introduits par Leif Johansen (1959), qui distinguent entre fonction de production ex-ante (souple) et fonction ex-post (rigide). Ils démontrent que sous certaines conditions, les résultats néoclassiques du modèle de Solow entièrement agrégé se transposent à ces modèles plus généraux comme la convergence vers un sentier équilibré ou la règle d'or de l'accumulation d'Edmund Phelps.

## Clôture de la controverse
Puisque Samuelson avait été le défenseur principal du modèle avec agrégation du capital hétérogène en un capital unique, son article a démontré avec succès que les résultats obtenus à partir de modèles simplifiés à un bien d’équipement ne fonctionnent pas forcément dans des modèles plus généraux. La plupart des experts s’entendent pour dire que la version néoclassique de la fonction de production à un bien d’équipement est simpliste, mais qu'une version simpliste d’un modèle est souvent utile (comme dans tout modèle), surtout dans le cadre du travail empirique. Ainsi, le modèle de bien d’équipement unique est encore utilisé par les chercheurs, surtout en macroéconomie et dans la théorie de la croissance. D’ailleurs, Samuelson a lui-même utilisé des modèles multisectoriels de l’approche Leontief-Sraffa.
La plupart des économistes qui s'inscrivent dans le courant de pensée dominant utilisent encore les modèles d’agrégation des fonctions de production, surtout en macroéconomie et dans la théorie de la croissance (consultez la page Nouvelle économie classique afin d’obtenir des exemples). De façon générale, ces économistes justifient leur usage de tels modèles simplistes à l’aide d’une méthodologie à variables instrumentales et défendent la nécessité du travail empirique simple. Cependant, les économistes décident souvent d’ignorer tout simplement la controverse, comme en fait foi ce qui suit :

« Il est important de reconnaître officiellement que certains acteurs de première importance dans le débat ont ouvertement admis leurs erreurs. Samuelson a d’ailleurs corrigé les erreurs apparaissant dans la septième édition de son manuel intitulé « Economics ». Levhari et Samuelson ont publié un article qui débute ainsi : « Nous souhaitons mettre les choses au clair officiellement. La théorie de l’absence de retour de techniques est absolument fausse. Nous sommes reconnaissant envers M. Passinetti (Levhari et Samuelson, 1966). »

« Leland Yeager et moi-même avons publié une note qui reconnaît l’erreur passée et tentons de résoudre le conflit produit par les différentes perspectives théoriques (Burmeister et Yeager, 1978). »

Cependant, le mal était fait et l’université de Cambridge en Angleterre se déclarait victorieuse; Levhari avait tort, Samuelson avait tort, Solow avait tort, le Massachusetts Institute of Technology avait tort. Bref, l’école néoclassique avait tort. Certains groupes d’économistes ont alors mis de côté la théorie néoclassique dans leurs travaux sur l’économie classique, alors qu’aux États-Unis, l’école de pensée dominante en économie a décidé d’ignorer la controverse.

« Les manuels de macroéconomie abordent le capital comme s’il s’agissait d’une notion bien définie, ce qui n’est pas le cas, sauf dans un système très particulier ayant un seul bien d’équipement (ou à tout le moins dans des conditions restrictives irréalistes). On a aussi ignoré le problème de l’hétérogénéité des biens d’équipement dans la révolution des attentes rationnelles et dans pratiquement tout le travail d’économétrie (Burmeister, 2000). »

Certains théoriciens comme Christopher Bliss, Edwin Burmeister et Frank Hahn ont rétorqué que la rigueur de la théorie néoclassique est mieux appropriée dans le contexte de la microéconomie et des modèles d’équilibre général en fonction du temps. Les critiques tels que Pierangelo Garegnani, Fabio Petri et Bertram Schefold ont argué, quant à eux, que de tels modèles ne sont pas empiriquement applicables et que les problèmes théoriques liés au capital prennent une autre forme dans ces « nouveaux » modèles. La nature abstraite de ces modèles fait en sorte qu’il est plus difficile d’y circonscrire clairement de tels problèmes, alors qu’il est plus facile de le faire dans les modèles à long terme.